# 에제키엘 스켈로토
에체퀴엘 마티아스 스켈로토(이탈리아어: Ezequiel Matías Schelotto, 1989년 5월 23일 ~ )는 라싱 클루브에서 뛰는 아르헨티나계 이탈리아 출신의 축구 선수다.

## 수상 경력

### 체세나
- 레가 프로 프리마 디비시오네: 2008–09